# Materada Maj
 Materada Maj  ( olaszul: Matterada) Poreč városrésze, egykor önálló falu Horvátországban Isztria megyében.

## Fekvése
Az Isztriai-félsziget nyugati részén, Poreč központjától 2 km-re északra, a Sveti Martin fok közelében tengerparton fekszik.

## Története
Poreč északi üdülőtelepe. Lakosságát csak 1948 és 1991 között számlálták önállóan. 2001-óta Poreč városához számítják. Lakói főként a vendéglátásból, turizmusból élnek.

## Nevezetességei
Legnagyobb szállodája a Hotel Laguna Materada, ezen kívül kemping is található a telepen.

## Lakosság
| Lakosság változása | Lakosság változása | Lakosság változása | Lakosság változása | Lakosság változása | Lakosság változása | Lakosság változása | Lakosság változása | Lakosság változása | Lakosság változása | Lakosság változása | Lakosság változása | Lakosság változása | Lakosság változása | Lakosság változása | Lakosság változása |
| ------------------ | ------------------ | ------------------ | ------------------ | ------------------ | ------------------ | ------------------ | ------------------ | ------------------ | ------------------ | ------------------ | ------------------ | ------------------ | ------------------ | ------------------ | ------------------ |
| 1857               | 1869               | 1880               | 1890               | 1900               | 1910               | 1921               | 1931               | 1948               | 1953               | 1961               | 1971               | 1981               | 1991               | 2001               | 2011               |
| 0                  | 0                  | 0                  | 0                  | 0                  | 0                  | 0                  | 0                  | 47                 | 42                 | 38                 | 48                 | 95                 | 96                 | 0                  | 0                  |